# Federazione di softball del Kenya
La Federazione keniota di softball (eng. Softball Federation of Kenya) è un'organizzazione fondata per governare la pratica del softball in Kenya.
Organizza il campionato di softball keniota, e pone sotto la propria egida la nazionale di softball femminile.